# アンソニー・ローレンス
アンソニー・ローレンス（Anthony Lawrence II, 1996年9月6日 - ）は、フロリダ州セントピーターズバーグ出身のプロバスケットボール選手（スモールフォワード）。現在はフリーエージェント。登録名はアンソニー・ローレンス II（アンソニー・ローレンス・セカンド）。

## 来歴
アメリカ合衆国フロリダ州生まれ、マイアミ大学出身。2019-20シーズンはNBAゲータレード・リーグ (G-League) ・ノーザンアリゾナ・サンズでプレー。その後、同じG-Leagueのフォートウェイン・マッドアンツを経て2021-22シーズンからB.LEAGUE B1のシーホース三河にチームスタッフとして在籍。2022年2月5日に選手登録され、同日のAWAY・島根戦でB.LEAGUE初出場・初先発を果たした。

## 個人成績
| シーズン   | チーム | GP | GS | MPG   | FG%  | 3P%  | FT%  | RPG | APG | SPG   | BPG | TO   | PPG  |
| ---------- | ------ | -- | -- | ----- | ---- | ---- | ---- | --- | --- | ----- | --- | ---- | ---- |
| B1 2021-22 | 三河   | 24 | 23 | 23:08 | .440 | .300 | .742 | 5.4 | 2.6 | 1.625 | 2.6 | 1.54 | 10.9 |